# Vörös neonhal
A vörös neonhal (Paracheirodon axelrodi) a sugarasúszójú halak (Actinopterygii) osztályának pontylazacalakúak (Characiformes) rendjébe, ezen belül a pontylazacfélék (Characidae) családjába tartozó halfaj. Eredeti élőhelye a Dél-Amerikai Orinoco és Rio Negro (Amazonas) folyók felső folyása. Latin nevét Herbert R. Axelrod ichthiológusról kapta.

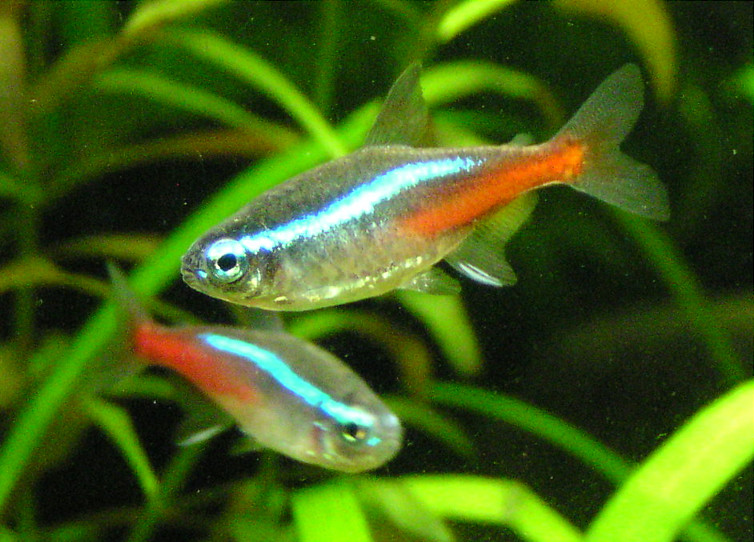
A közeli rokon neonhal (Paracheirodon innesi), mellyel a fajt gyakran összekeverik

Teljes mérete 3 cm körüli.  Rá is jellemző a Paracheirodon fajok feltűnő irizáló kék csíkja, mely oldalt kettéosztja testét, melynek a csík alatti része erős vörös színű. Megjelenése nagyon hasonló közeli rokonához, a neonhalhoz, vele gyakran össze is keverik. Ez utóbbi vörös csíkja viszont csak test függőleges felezővonaláig tart.

## A fogságban tartott példányok eredete
A vörös neonhal nagyon népszerű akváriumi hal, de kevésbé elterjedt, mint a neonhal. Nemrég még nehezen tenyészthetőnek tartották, bár a magyar akvaristák már röviddel 1956-os felfedezése és importálása után Európában az elsők között kidolgozták szaporításának technikáját.  Mára viszont számos tenyésztő árulja a halat, legtöbb esetben a sérült úszókról vagy azok hiányáról megállapítható, hogy az egyes példányok a vadonból, vagy tenyésztőktől származnak-e. Az akvaristák általában fogságban tenyésztett halat szeretnek vásárolni, de néhány brazil ichtiológus úgy véli, folytatni kéne a vörös neonhalak fenntartható halászatát, mert a régióban több ezer ember él akváriumi halak befogásából. Attól félnek, hogy ha a vörös neonhal iránti igény megszűnik, a halászok az erdőirtás felé fordítják a figyelmüket. (A halak eredeti élőhelyükön nagyon közönségesek, ezért halászatuk nem jelent veszélyt a környezetre.)
Ezek a halak az Amazonas-medencében gyakorlatilag csak egy évig élnek, fogságban viszont a 6-8 éves élettartam sem ritka.
A vadon befogott állatok fogságban érzékenyek lehetnek. Eredeti élőhelyükön rendkívül lágy és savas vizekben élnek, de a keményebb, lúgosabb körülményekhez is alkalmazkodnak. Komolyabb gondot a szennyezett akváriumvíz jelenthet (többek között magas nitrát-értékekkel). A melegebb vizet szeretik (21-28 °C), és a legtöbb száraz eleséget elfogadják. A fogságban szaporított halak általában könnyebben alkalmazkodnak a kemény vízhez.

## Akváriumi tartás

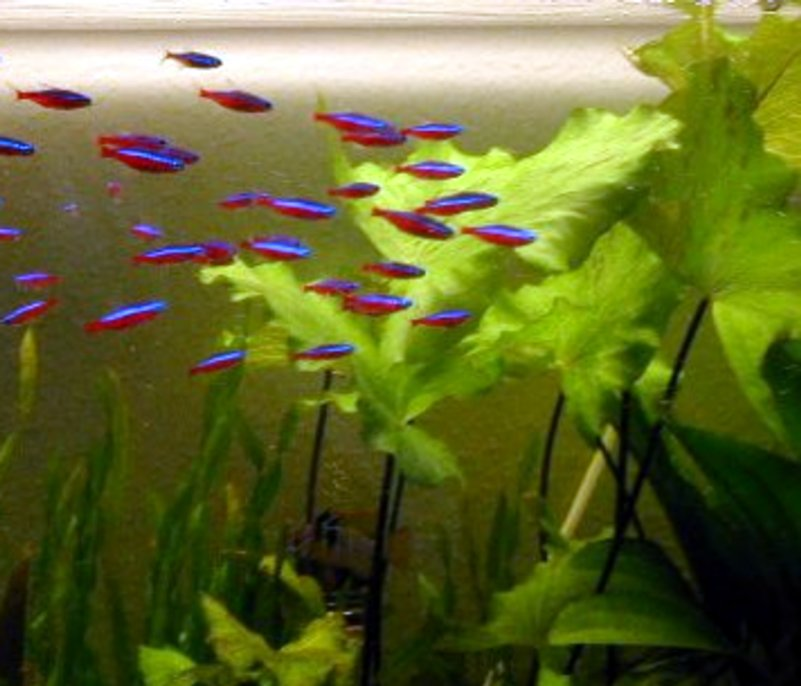
A P. axelrodi nagyobb raja egy akváriumban

Bár eredetileg feketevizű folyókból származik, ahol alacsony pH-hoz, ásványianyag-tartalomhoz és huminsavak jelenlétéhez szokott, a faj fogságban változatos körülményekhez képes alkalmazkodni, bár a lágy, savas körülményektől való eltérés a szaporodást jelentősen gátolja. 21-28 °C-os vizet igényel. Az akvárium vizét erőteljesen szűrni kell a szennyezőanyagok eltávolítása érdekében; különösen egy jól beállt biológiai szűrő előnyös, mely eltávolítja az ammóniát, a nitritet és a nitrátot. Ha az akvarista tenyészteni szeretné a halakat, a medence vizének paraméterei az eredeti élőhellyel kell, hogy egyezzenek - a vizet például tőzegen átszűrve ez elérhető.
Mivel valódi rajhal, biztonságérzete és egészsége érdekében 6 vagy több egyedet tartsunk együtt. Közeli rokonaikkal, a neonhalakkal is egy rajban úsznak, tehát ha a két fajból összesen legalább hat példányunk van, az is elegendő. Az erősebb vízáramlás elősegíti a rajviselkedést. Minél több egyed van az akváriumban (természetesen figyelembe véve a térfogat és a szűrés hatékonysága által állított korlátokat), annál jobb, és a nagyobb rajok sokkal szebben is mutatnak.
Sokféle eleséget elfogadnak, de a tenyésztéshez szükséges kondicionálásnál élő eleséget (például Cyclops, tubifex) ajánlott adni nekik.
Az akvárium berendezésére is gondolni kell. Az élő vízinövények, amellett, hogy segítenek a biológiai szűrésben, eltávolítva a nitrátot a vízből, legalább részben az eredeti élőhelyre emlékeztető környezetet is biztosítanak. A finomlevelű növények, például a Cabomba, vagy a vízilándzsák és a Vallisneria a legalkalmasabbak a vörös neonhal otthonába. Az árnyékot nyújtó felszínen úszó növényeket is kedveli a faj, ez a szaporodásnál különösen fontos. Egy, a tenyésztést is elősegítő tökéletes biotóp például a sok mocsárfával, sötét aljzattal és gyenge világítással ellátott medence, felszíni növényekkel; a medencében élhet még 5 vagy több baltahasú lazac, 15 vagy több vörös neonhal és 40 literenként 2-2 Ottocinclus és Corydoras harcsa.
A fajnak számos színváltozata létezik. A Rio Negro vízgyűjtő rendszerében létezik egy „arany” és egy „ezüst” változat, melynek hosszanti csíkja kevésbé kék.  A normál, Rio Negro a kék csík a zsírúszó vonalában ér véget, míg az Orinoco fenotípusnál a zsírúszó mögött.
Akváriumi példányokon megfigyelték, hogy éjjelre van, mikor teljesen eltűnik a piros szín a hal testéről.[forrás?]

## Szaporodás
Élőhelyükön, az esőerdő lombja által teljesen leárnyékolt folyókban folyásiránnyal szemben úsznak. Ezeket a területeket gyakorlatilag nem éri napsütés. Itt a halak nagy csoportokban ívnak. Az akváriumban egyetlen párt is kondicionálhatunk az ívatásra, de a tenyészakvárium vízkémiáján kívül (mely az eredeti élőhelyével kell, hogy egyezzen) az erős árnyékolás is fontos. Ha a halak készen állnak a párzásra, a hím, mely a két hal közül a karcsúbb, a nőstényt a finomlevelű növények közé hajtja. Ez utóbbi teltebb hasa ekkor már egyértelműen kell, hogy jelezze az érett ikrák jelenlétét az ivarutakban. Ha a nőstény készen áll, hagyja, hogy a hím mellette ússzon, és együtt kiengedik az ikrákat és a tejet.
A vízkémiai paramétereken kívül a szaporodást a frissen lerakott és megtermékenyített ikrák fényérzékenysége is megnehezíti. Ha fény éri őket, elpusztulnak. Tehát ívás után a halakat el kell távolítani, és a medencét elsötétíteni, így biztosítva az ikráknak a fejlődéshez szükséges környezetet.

## Fejlődés
Ha a peték megtermékenyültek, és sötét környezetben fejlődnek, az ivadékok körülbelül három nap múlva kelnek ki 28 °C-on. A szabadon úszó kis halak még legalább 7 napig fényérzékenyek, ezután fokozatosan hozzá kell őket szoktatni az erősebb megvilágításhoz. Ez idő alatt körülbelül 4 mm-esek, és infuzóriummal vagy folyékony ivadéktáppal etethetők. 7-14 napos korukban áttérhetünk a naupliusra és az összezúzott vízibolhára. A növekedés visszafogott ütemben folytatódik, a halak csupán 8-12 hetes korukra fejlesztik ki felnőttkori színezetüket.
A vörös neonhal és rokonai jellegzetes irizáló színezete strukturális szín, melynek magyarázata a bőralja iridocitáiban (irizáló színsejtjeiben) termelődő fotonikus guaninkristályok diffrakciója. A kék szín árnyalata a megfigyelés szögétől függ, az aljzat felől sötétebb, indigószerű, felülről nézve sokkal zöldesebb kéknek tűnik.

## Lásd még
- Édesvízi akváriumi halak listája